# うわじま2
うわじま2は、宇和島運輸が運航していたフェリー。

## 概要
林兼造船長崎造船所で建造され、1983年3月に就航した。
共有建造制度を利用して建造された船舶整備公団との共有船である。
2004年1月、おおいたの就航により引退した。その後、インドネシアに売却され、TUNAS WISESA 03として運航されている。

### 就航航路
- 八幡浜 - 別府
- 三崎 - 別府

## 設計
全通2層甲板型の自動車渡船兼旅客船で、バウスラスタを装備していた。
海外売船後に左舷後部にランプを取り付ける改造が行われている。